# Jon Turteltaub
Jon Turteltaub, celým jménem Jonathan Charles Turteltaub (* 8. srpna 1963) je americký filmový režisér. Jeho otcem byl televizní scenárista Saul Turteltaub. Studoval na Wesleyan University v Middletownu a později na soukromé filmové škole USC School of Cinematic Arts v Los Angeles. Svou kariéru filmového režiséra zahájil na konci osmdesátých let; rovněž se podílel na několika televizních seriálech, jako například Ze Země na Měsíc a Ostrov smrti. Jeho nejznámějším snímkem je komedie Kokosy na sněhu.

## Filmografie
- Závod s časem (1989)
- Bláznivá jízda (1991)
- Tři stateční (1992)
- Kokosy na sněhu (1993)
- Zatímco jsi spal (1995)
- Fenomén (1996)
- Instinkt (1999)
- Kid (2000)
- Lovci pokladů (2004)
- Lovci pokladů 2: Kniha tajemství (2007)
- Čarodějův učeň (2010)
- Frajeři ve Vegas (2013)
- MEG: Monstrum z hlubin (2018)